# Boom Pow
«Boom Pow» es una canción grabada por la cantante rumana Alexandra Stan para su tercer álbum de estudio, Alesta (2016). Fue lanzada para su descarga digital el 25 de agosto de 2016 a través de Roton y Global Records. La pista fue escrita por David Ciente y Trey Campbell, mientras que la producción fue manejada exclusivamente por Ciente. Es una canción europop y dance, cuyo contenido lírico, según la artista, encaja perfectamente con el ambiente de Constanza, su ciudad natal, donde también se filmó el video oficial para el sencillo en abril de 2016; Ironic Distors se encargó del rodaje. La canción ha recibido reseñas positivas por parte de los críticos de música, quienes elogiaron su estilo y las voces de Stan. «Boom Pow» alcanzó la posición número 67 en la lista Airplay 100 de Rumania.

## Composición y recepción
El sencillo fue escrito por David Ciente y Trey Campbell, mientras que la producción fue manejada exclusivamente por Ciente. Jonathan Currinn, del sitio web Celebmix, describió a «Boom Pow» como una canción «progresiva», que incorpora europop y un estilo dance «excesivo» en su composición; además etiquetó su sonido como «maduro», y señaló el uso de «ritmos pulsantes» y «un bajo de sintetizadores» en su instrumentación. Con respecto a la pista, Stan confesó durante una entrevista que sus letras «encajan perfectamente bien con el ambiente de Constanza, que adoro. [...] 'Boom Pow' es sin dudas una invitación a bailar y pasar un buen rato». Mientras que Currinn etiquetó a «Boom Pow» como «pegadiza» y elogió las vocales de Stan, la estación de radio española Los 40 Principales afirmó que «no hay verano que se precie sin que la solista rumana nos presente su apuesta veraniega destinada a convertirse en una canción del verano», y sintió que la cantante probaba nuevos sonidos, diferentes a sus trabajos previos. Comercialmente, el sencillo debutó en la posición número 72 en la lista Airplay 100 de Rumania, y continuó ascendiendo hasta alcanzar el número 67.

## Video musical

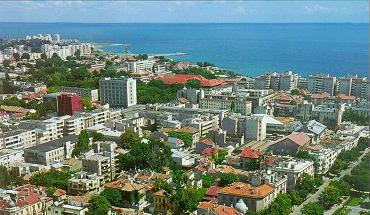
El video musical de «Boom Pow» fue filmado en varias ubicaciones de la ciudad natal de Stan, Constanza (en la imagen).

Un video musical de acompañamiento para «Boom Pow» fue filmado en abril de 2016 pero permaneció inédito hasta agosto de 2016, aunque la cantante anunció su estreno en varias publicaciones en sus redes sociales. En conjunto con la portada de la pista y una declaración para sus fanáticos, el videoclip se estrenó el 24 de agosto de 2016 después que su sencillo previo, «Écoute» (2016), superó las 10 millones de vistas en YouTube. Fue filmado en varias ubicaciones de su ciudad natal Constanza, incluyendo su propia residencia; Ironic Distors se encargó del rodaje y también se desempeñó como el director de fotografía. Alex Ifimov y Ema Banita se encargaron del maquillaje y los estilos de peinado, respectivamente. El video además presenta un cameo del novio de Stan, Bogdan Staruiala. Con respecto a la decisión del lugar, Stan confesó: «amo el verano y el agua, soy la hija del mar. Pensé en hacer un video en mi ciudad natal por mucho tiempo [...]».
El video empieza con unas tomas en el mar, mientras Stan yace sobre una roca con un par de botas blancas con su nombre escrito en ellas. Posteriormente, se la ve bailando en un lugar pintado con grafiti y luciendo un traje de baño naranja combinado con una chaqueta azul brillante. A continuación, mientras unos chicos juegan al baloncesto, la artista los observa e interactúa con ellos mientras usa una chaqueta color caqui con pantalones cortos de mezclilla, una camiseta blanca y zapatos blancos. Después de que la cantante y los demás caminan a través de su entorno y bailan al ritmo de la pista, el video termina con Stan apoyada en una pared que apareció al principio.
Currinn, quien escribió para su propio sitio web, describió el videoclip como «relajado y calmado», afirmando que brinda una «percepción» de la personalidad de la cantante, algo que «constantemente se puede ver en sus Historias de Snapchat». Concluyó su reseña diciendo: «Puede que no tenga un presupuesto de gama alta, puede que no tenga el mejor [...] trabajo con la cámara, pero probablemente sea uno de los videos más reales y no puedo dejar de apreciar su crudeza».

## Formatos
| Descarga digital |            |          |  |
| N.º              | Título     | Duración |  |
| 1.               | «Boom Pow» | 2:59     |  |

## Posicionamiento en listas
| Rumania | Airplay 100 | 67 |

## Historial de lanzamiento
| Región | Fecha                | Formato(s)       | Discográfica   |
| ------ | -------------------- | ---------------- | -------------- |
| Mundo  | 25 de agosto de 2016 | Descarga digital | Roton • Global |